# Cicindela pilatei
Cicindela pilatei är en skalbaggsart som beskrevs av Guérin-Méneville 1845. Cicindela pilatei ingår i släktet Cicindela och familjen jordlöpare. Inga underarter finns listade i Catalogue of Life.